# 3325 TARDIS
A 3325 TARDIS (ideiglenes jelöléssel 1984 JZ) a Naprendszer kisbolygóövében található aszteroida. Brian A. Skiff fedezte fel 1984. május 3-án.
Nevét a Doctor Who nevű sci-fi sorozatból ismert űrhajó/időgépről kapta.